# Kit Kleinová
Catherine „Kit“ Kleinová (28. března 1910 Buffalo, New York – 13. dubna 1985 Holmes Beach, Florida) byla americká rychlobruslařka.
Zpočátku závodila v místních závodech, zúčastnila se také Zimních olympijských hrách 1932, kde byly závody žen zařazeny jako ukázkové disciplíny. Tehdy zvítězila na trati 1500 m, byla třetí na pětistovce a vypadla v rozjížďkách na kilometru. V roce 1935 skončila třetí na neoficiálním Mistrovství světa ve víceboji. Jejím největším úspěchem byl zisk zlaté medaile na prvním oficiálním vícebojařském Mistrovství světa v roce 1936, přičemž tratě 500 a 3000 m vyhrála, v závodě na 5000 m byla druhá a na distanci 1000 m třetí. Ještě v roce 1936 ukončila sportovní kariéru.